# 劉詔
劉詔（？—1629年），河南开封府杞县人。

## 生平
万历四十三年（1615年）乙卯科河南乡试举人，四十七年（1619年）己未科進士，授卢龙县知县，魏忠贤柄政，诏父事之，以知县三年而升臬司。天啓二年（1622年）升为山东佥事。六年三月以关内道按察使加升为山东左布政使，管事如故。寻升为都察院右佥都御史、巡抚顺天。七年二月以山海关城壕告竣，加從三品服俸，赏银三十两、紵丝一表里。与总督阎鸣泰等议于景忠山为魏忠贤建生祠，又请于西协密镇丫髻山各建魏忠贤祠，赐名崇功，于昌、通二州建魏忠贤生祠，昌平州赐名崇仁，通州赐名章德。五月覆喜峰口功，加右副都御史，八月兵部叙宁锦功，升一级，荫一子锦衣卫正千户，赏银三十两、紵丝二表里，给与应得诰命。又加升都察院右都御史，照旧巡抚，寻升为兵部右侍郎兼都察院右佥都御史总督蓟辽保定等处。崇祯继位，进兵部尚书，加太子太保。魏忠贤败，十一月被弹劾罢官听勘。崇祯元年二月，以御史高弘图劾，次年被逮论死。